# كوارك غريب
كوارك غريب (بالإنجليزية: Strange quark)‏ (وقد كان يطلق عليه بعض الأحيان بالسابق اسم كوارك الجانبي) هو الجيل الثاني من الكوارك له شحنة أولية 3/1− وبغرابة (بالإنجليزية: strangeness)‏ تعادل 1 −. وهو ثالث أخف كوارك بعد الكوارك العلوي والسفلي، وبكتلة ظاهرة تكون ما بين 70 إلى 130 MeV/c2. وهو جزء من الجيل الثاني للمادة، ولديه شحنة كهربائية تعادل -1⁄3 e. كما هو الحال في جميع الكواركات فإن الكوارك الغريب يعتبر فرميون أولي له لف مغزلي -1⁄2 وتفاعله مع جميع قوى الترابط الأربع: كهرومغناطيسية، جاذبية، قوي، وضعيف. ويسمى ضديده باسم ضديد الكوارك الغريب أو كوارك غريب مضاد أو ضديد الغريب، فهو يعادله بالحجم ومعاكس له بالرمز.
أول جسيم غريب (جسيم يحتوي على كوارك مكافئ غريب) تم اكتشافه سنة 1947 عندما تم التعرف على كاون، لكن الكوارك الغريب نفسه لم يتم التعرف عليه إلا سنة 1964 بواسطة فرضية موري جيلمان وجورج سويج لشرح نماذج الهادرونات وقد أطلق عليها طريق الثمان لفات، نسبة إلى الثمان لفات للسعادة القصوى في البوذية. تمت ملاحظة الكوارك الغريب لأول مرة سنة 1968 في مركز SLAC.

## هادرونات تحتوي على كواركات مكافئ غريب
فيما يلي الهادرونات المحتوية على كواركات مكافئ غريب:
- كاونات وهي ميزونات تحتوي على كوارك غريب (أو جسيمها المضاد وكوارك علوي وسفلي)
- ميزونات إيتا 
η
 و
η′
 عديمة النكهة وهي مزيج خطي لأزواج متعددة من الكوارك-ضديد الكوارك، بالإضافة إلى الغريب-ضديدالغريب
- ميزونات فاي 
ϕ
 عديمة النكهة، وهي ميزونات غريب-مضاد غريب نقية.
- يعرف الباريون الغريب باسم هايبرونات، فجسيمات سيجما (
Σ
) ولمبدا (
Λ
) لديها كوارك غريب واحد. ولدى زي (
Ξ
) اثنان وأوميغا (
Ω
) لديها ثلاث كواركات غريبة.

## البداية
بداية فيزياء الجسيمات (في النصف الأول من القرن العشرين)، على الرغم من أن الهادرونات مثل البروتونات والنيوترونات والبيون هي جسيمات أولية، لكن تم اكتشاف هادرونات جديدة فأصبحت من الكثرة أشبه بحديقة حيوان الجسيمات، فبعدما كانت عدة هدرونات في الثلاثينات والأربعينات صارت عدة عشرات في الخمسينات. ولوحظ أن بعض الجسيمات تعيش عمرا أطول بكثير من غيرها؛ فمعظم الجسيمات تتحلل خلال تآثر قوي ولديها فترة عمرية تقدر بحوالي 10−23 ثانية. ولكن عندما يتحللون خلال تآثر ضعيف فإن عمرهم الافتراضي يكون 10−10 ثانية للتحلل. فعندما درس ذلك التحلل كلا من موري جيل مان (سنة 1953) وكازوهيكو نيشيجيما (سنة 1955) فقد طورا نظرية الغرابة (وقد أسماها نيشيجيما بشحنة إيتا (بالإنجليزية: eta-charge)‏) من ميزون إيتا (
η
)) والتي شرحت الغرابة للجسيمات الأطول عمرا. صيغة جيلمان-نيشيجيما هي نتاج الجهود لفهم تحلل الغريب.
كانت العلاقات بين كل الجزئيات والأساس المادي خلف خاصية الغرابة غير واضحة حتى سنة 1961 عندما افترض كلا من موري جيلمان ويوفال نعمان كلا على حدة نموذج للتركيب الدقيق للهادرونات وسمي طريق الثمان لفات، أو بالمصطلح العلمي تناظر النكهة.
هذا النموذج للتركيب رتب الهادرونات حسب تعدد اللف النظائري، ولكن تبقى الأسس الفيزيائية التي وراء ذلك غير واضحة المعالم. وفي سنة 1964 اقترح كلا من جيلمان وجورج سويج (كلا على حدة) مايسمى بنموذج الكوارك، وتحتوي على كواركات علوية وسفلية وغريبة. مع أن نموذج الكوارك قد شرح طريق الثمان لفات، لكن لايوجد دليل مباشر على وجود الكواركات حتى تم اكتشافها سنة 1968 في مختبر SLAC. تجربة النثر غير المرن العميق (بالإنجليزية: Deep inelastic scattering)‏ أشارت إلى أن البروتون له بنية داخلية فرعية، وهذا البروتون مكون من ثلاث جسيمات أساسية تشرح البيانات (وهذا يشرح نموذج الكوارك).
أحجم الناس عن التعرف على الثلاث أجسام ككواركات، مفضلين وصف ريتشارد فاينمان للبروتون وكان ذلك في بداية الأمر، ثم مالبث أن بدأ القبول بنظرية الكوارك.